# Radmila Matejčić
Radmila Matejčić (Banja Luka, 1922. október 7. – Fiume, 1990. augusztus 20.), boszniai származású horvát régész, művészettörténész, egyetemi tanár.

## Élete
A boszniai Banja Lukán született 1922. október 7-én, és itt járt 1928-1932 között általános iskolába, majd 1932-1941 között középiskolába. Ezt követően beiratkozott a Zágrábi Egyetemre, művészettörténet szakra, a háború éveiben pedig Banja Luka és Zágráb múzeumi intézményeiben dolgozott. Végzős diákként 1946-tól 1947-ig a prijedori reálgimnáziumban tanított, majd férjhez ment Marijan Matejčićhez (aki 1920-ban született Crikvenicában), és 1948-ban Zágrábba került. 1950-ben szerzett diplomát a Zágrábi Egyetem Filozófiai Karán művészet- és kultúratörténet, valamint klasszikus régészet szakon.
Miután férje elvégezte radiológiai szakirányt, vele együtt Fiuméba helyezték át. Itt könyvtárosként kezdett dolgozni a Tudományos Könyvtárban (ma Egyetemi Könyvtár). Első írása Leonardo da Vinci születésének 500. évfordulójára készült (a Riječki list, 1952. március 16-iki számában). Ebben az időszakban egyesült a Fiumei Várostörténeti Múzeum és a sušaki Horvát Tengermellék Múzeum, és az új intézmény a Horvát Tengermellék Múzeum Rijeka nevet kapta, majd 1953-ban Rijekai Nemzeti Múzeum néven működött. 1952 szeptemberében Radmila Matejčić lett rövid időre a múzeum megbízott vezetője, 1954-től pedig a régészeti osztályt vezette. Ettől az évtől kezdődtek régészeti feltárásai. Kutatásainak első nagy területe a vinodoli Križišće-Veli Dol lelőhely volt, ahova a későbbi évtizedekben is többször visszatért. A második nagy terület, ahol kutatásokat végzett, az Ilovik-sziget közelében volt 1963-ban. Innét az évek során összesen mintegy 140 amfora került a múzeumba. 1964-ben az egykori Kormányzó palota parkjában az addig az alagsorban őrzött kőemlékekből lapidáriumot rendezett be egy 32 oldalas katalógussal kísérve.
1966-ban beiratkozott a Zágrábi Egyetem Filozófiai Karának barokk művészeti posztgraduális képzésére, majd 1970-ben védte meg a „Sakralni spomenici barokne dobi u Rijeci” (A barokk szakrális emlékei Fiuméban) című diplomamunkáját. 1976-ban ugyanezen a karon doktori címet szerzett „Barok u Istri, Rijeci i Hrvatskom primorju” (A barokk az Isztrián, Fiumében és a Horvát Tengermelléken) című disszertációjával, amelyet 1977. március 23-án védett meg. Közben a vicenzai Andrea Palladio Központban három építészettörténeti kurzust végzett (1967, 1969 és 1979). A nemzetközi konferenciákon és különféle szakmai kapcsolatok során németül, franciául és olaszul beszélt.
Miután 1980-ban Ante Meštrovićot nevezték ki a múzeum igazgatójává, úgy döntött, elhagyja az intézményt, ahol kitörölhetetlen nyomot hagyott. 1980. december 16-án került át a Fiumei Egyetem Pedagógiai Karára, de nem került ismeretlen környezetbe, mert egy éve részmunkaidőben docensként már itt tanított. Itt az őskori és régebbi történelmi időszakok művészete és kultúrája, a reneszánsz művészete és a barokk művészete tárgyában tartott előadásokat. A többórás vizsgái a mai napig legendásak, mellyel nem a diákok kimerítése volt a célja, hanem a beszélgetés, mint lehetőség, hogy többet tanuljanak. 1981. október 24-én az egyetem rendes tanára lett. Az 1982-es évi munkáját két könyvvel koronázta meg. Az első könyv az ezer oldalas (!) „Barok u Hratskoj” (A barokk Horvátországban) címmel jelent meg, melyben társszerzője volt a neves művészettörténészeknek Anđela Horvatnak és Kruno Prijateljnek. A közösen írt műben a „Barok u Istri i Hrvatskom primorju” (A barokk Isztrián és a Horvát Tengerparton) című fejezet szövege a 385-648 oldalakat fedi le, és tulajdonképpen egy könyv a könyvben. Ugyancsak ebben az évben jelent meg az „Ars aesculapii”, amelyet férjével, Marijan Matejčić-tyal írt, és amely rendkívül precízen foglalkozott a kvarneri egészségkultúra történetével. 1987-ben kiadott egy turisztikai monográfiát „Crikvenica, područje općine” (Crikvenica, a község területe) címmel, ezzel adózott férje szülővárosának.
A „Kako čitati grad” (Így olvassuk a várost) című, többször megjelent könyvvel a fiumei lakosok új nemzedékének segítette megtalálni szülőföldi identitását. Ez a terjedelmes és többrétegű munka a „Naša Rijeka” című újság számára 1981 és 1990 között írt szövegek összegyűjtésével jött létre. Amolyan komoly, mégis szentimentális városi családi albumként több kiadást is megélt: 1988-ban, 1989-ben, 1990-ben pedig jelentősen bővült. Mindhárom kiadáson a lelkiismeretes grafikus szerkesztő, Ivo Marendić keze nyoma volt, aki a számos fénykép és azok lelkiismeretes aláírása miatt legalább egy részét megérdemli a könyv sikerének. Nagy sikert aratott a negyedik, 2007-es, sokkal fényűzőbb kiadás is, amelyet Goran Moravček szerkesztőként és fotósként, Ranko Žilić tervező és műszaki szerkesztő közreműködésével készített. Itt minden világosabb, optimistább és színesebb lett, teljesen a kor szellemében. Radmila Matejčić szellemi érettsége tetőpontján, a háborús várakozás nyarán, 1990. augusztus 20-án halt meg. A kozalai temetőben temették el, a neves tudós, Peter Salcher sírja mellé.

## Tudományos munkássága
A Radmila Matejčić által Vinodol környéki kutatások során végzett régészeti ásatások alapvető fontosságúnak bizonyultak a horvátok korai történelme szempontjából. A régészeti leletek szerint Vinodol végső szláv települése a 8. században található. A Križišće-i óhorvát nekropolisz szolgáltatott adatokat Vinodol első szláv lakóiról. A sírokban talált ékszerek, többnyire fülbevalók, tipikus régi horvát típusúak, de vannak mediterrán, bizánci és kotla típusú fülbevalók is. E fülbevalók keveredése arra utal, hogy Vinodol egy átmeneti terület volt, ahol a dalmát és az isztriai óhorvát kultúra hatásai összefonódtak. A régi horvát fülbevalók Tribaljban és Crikvenica Podbadnje alatti leleteiről voltak ismertek.
Könyvei mellett számos tudományos és szakcikket írt a Peristil, Dometi, Jadranski zbornik, Naša Rijeka, Kastavski zbornik, Liburnijske teme és más folyóiratokba. Műkritikával is foglalkozott, elsősorban a Novi listbe (1952-78), és írt számos kiállítási katalógust is.

## Fő művei
- Barok u Hrvatskoj (társszerzők: Anđela Horvat, Kruno Prijatelj), 1982
- Ars aesculapii (társszerző: Marijan Matejčić), 1982
- Crikvenica, područje općine 1987 (monográfia)
- Kako čitati grad – Rijeka jučer, danas, 1988
- Crkva Gospe Trsatske i Franjevački samostan, 1991
- Umjetnost na istočnoj obali Jadrana u kontekstu europske tradicije, 1993
- Crkva Svetog Vida, 1994
- Izleti u prošlost, 2000

## Emlékezete
Fiumében utca viseli a nevét.

## Fordítás
Ez a szócikk részben vagy egészben  a   Radmila Matejčić című horvát Wikipédia-szócikk ezen változatának fordításán alapul.  Az eredeti cikk szerkesztőit annak laptörténete sorolja fel. Ez a jelzés csupán a megfogalmazás eredetét és a szerzői jogokat jelzi, nem szolgál a cikkben szereplő információk forrásmegjelöléseként.